# فيكتور يورجنسن
فيكتور يورجنسن (بالإنجليزية: Victor Jorgensen)‏ هو مصور أمريكي، ولد في 8 يوليو 1913 في بورتلاند في الولايات المتحدة، وتوفي في 14 يونيو 1994 في ويست لين في الولايات المتحدة.